# Église Saint-Vincent-de-Paul de Blois
Pour les articles homonymes, voir Église Saint-Vincent-de-Paul.
L'église Saint-Vincent-de-Paul est un édifice religieux catholique situé à Blois, en France. Ancienne chapelle Saint-Louis du collège jésuite de Blois, elle est édifiée au XVIIe siècle mais ne devient église paroissiale qu'au XIXe siècle, sous le vocable de Saint-Vincent-de-Paul.

## Histoire
En 1581, le roi Henri III ordonne la construction d'une chapelle pour le collège dont il vient de décider la création à Blois. En 1622, les jésuites prennent la direction de l'établissement, à la demande des notables de la ville. C'est donc finalement en 1634 que la construction d'une chapelle débute sur les plans d’Étienne Martellange. Cependant, les travaux s'éternisent et ce n'est qu'en 1655 que la construction extérieure du bâtiment s'achève sous la direction de Charles Turmel. En 1660, Gaston d'Orléans, exilé à Blois, décide de financer l'édification du bâtiment, ce qui permet d'accélérer le chantier. À partir de 1670, la chapelle se transforme en monument à la gloire du prince et de sa famille. L'aménagement intérieur est réalisé par Gaspard Imbert et se termine en 1678 grâce aux dons de Gaston d'Orléans.  
En 1773, les jésuites se font expulser de France et perdent donc la direction du collège royal et de sa chapelle. Durant la Révolution, l'établissement est désaffecté et sa chapelle est transformée en Temple de la Liberté. En 1793, le directoire du département ordonne la destruction de toutes les marques qui y rappellent l'Ancien Régime. Le saccage est rapidement réalisé par les fanatiques et le bâtiment sert ensuite de local pour la levée du contingent de volontaires pour l'Armée durant la Terreur. Transformée en magasin à fourrage peu après, la chapelle ne redevient un lieu de culte qu'en 1826, date à laquelle elle devient l'église Saint-Vincent-de-Paul, avant d'être renommée église Notre-Dame de L'Immaculée Conception en 1856 .
Au milieu du XIXe siècle, l'architecte Jules de La Morandière entreprend la restauration de l'église. Celle-ci s'achève seulement en 1873. L'église est classée aux monuments historiques le 8 août 1917.

## Architecture
L'église est orientée plein nord comme la tradition des jésuites le veut. Cette dernière comprend une nef de trois travées comprenant chacune des chapelles ainsi qu'un chœur à travée unique terminé par une abside à cinq pans. La façade à trois niveaux soulignés par un entablement très saillant est rythmée par de puissants pilastres à ordre superposé. Les deux niveaux supérieurs sont accostés de larges ailerons et de vases au premier étage, de pyramides au second ; un grand fronton triangulaire couronnant la travée centrale complète la composition. Les grandes fenêtres en plein-cintre des chapelles et celle de la nef située au dessus de l'entablement viennent renforcer l'ampleur et la simplicité de l'élévation intérieure. Charles Turmel propose, en 1634, d’établir une voûte d'ogives en pierre sans coupole ni dôme sur la croisée.
Le monument qui a abrité le cœur de Gaston d'Orléans possède deux figures en demi relief encadrant un haut socle portant une statue en ronde-bosse. 

Compléments photographiques
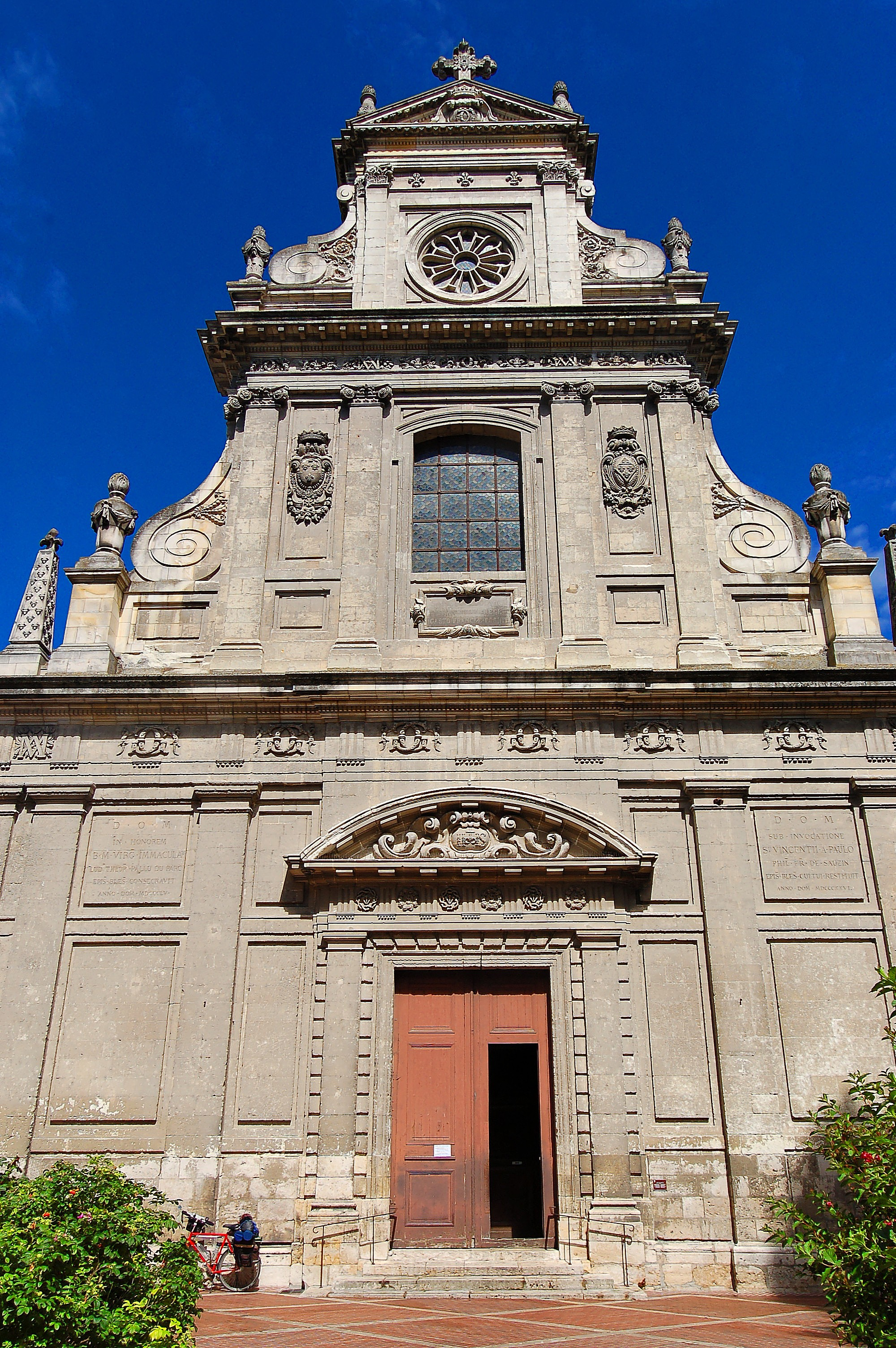
Façade jésuite, avec les symboles monarchiques des fleurs de lys et de la couronne
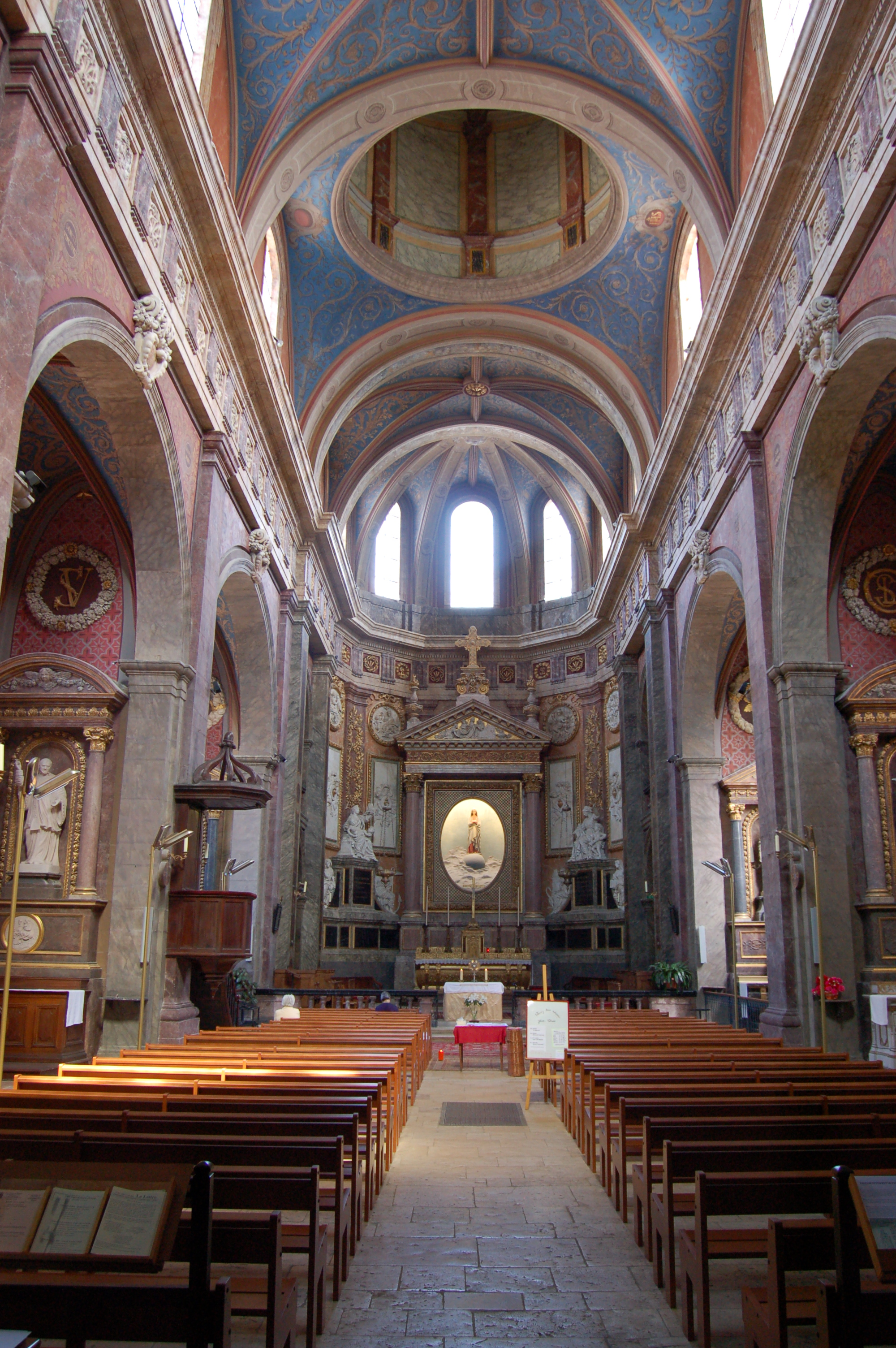
Nef, chœur avec Adoration du Saint-Sacrement
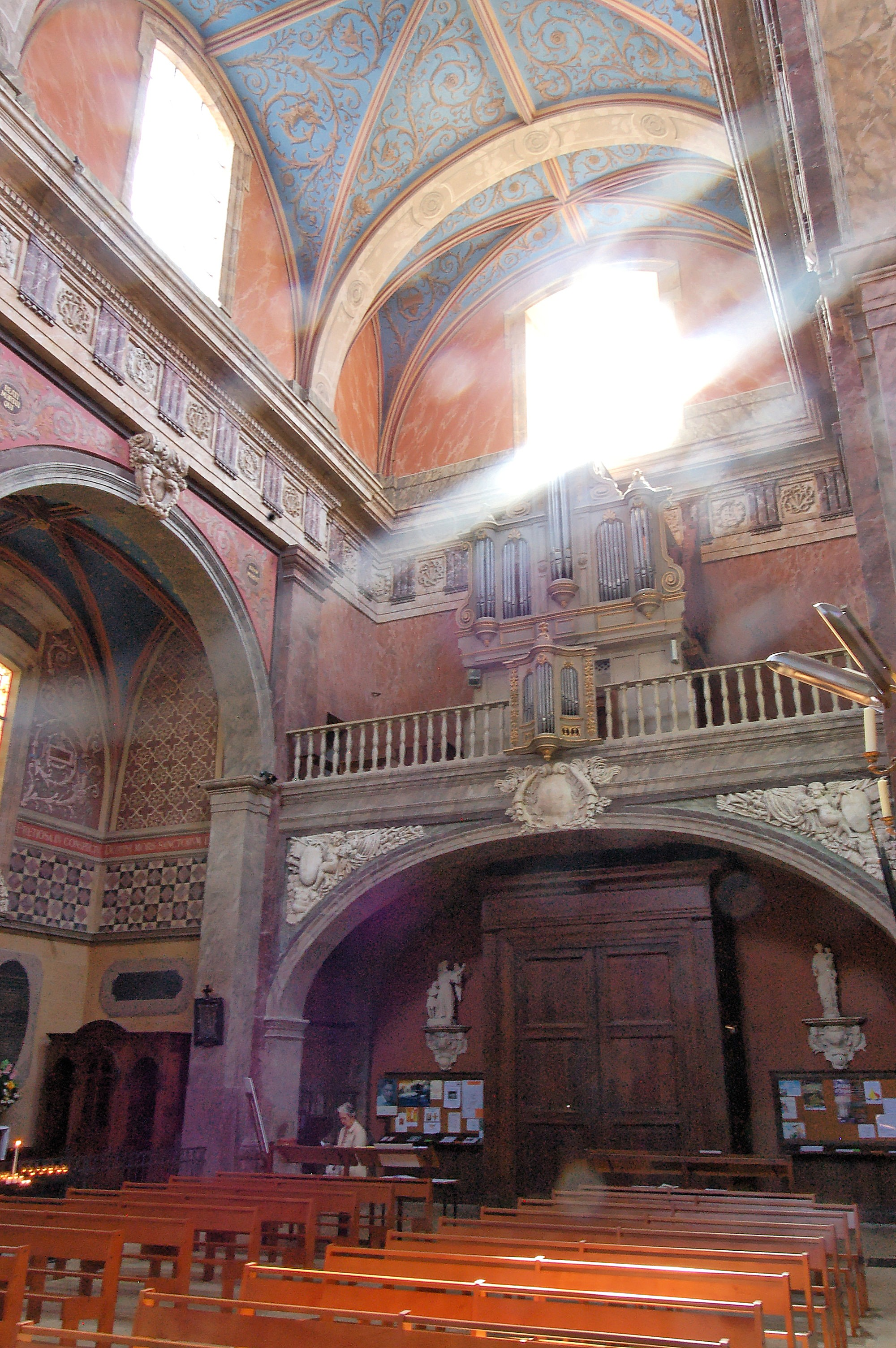
Buffet d'orgues, décoration peinte sur stuc couvrant l'intégralité de l'édifice
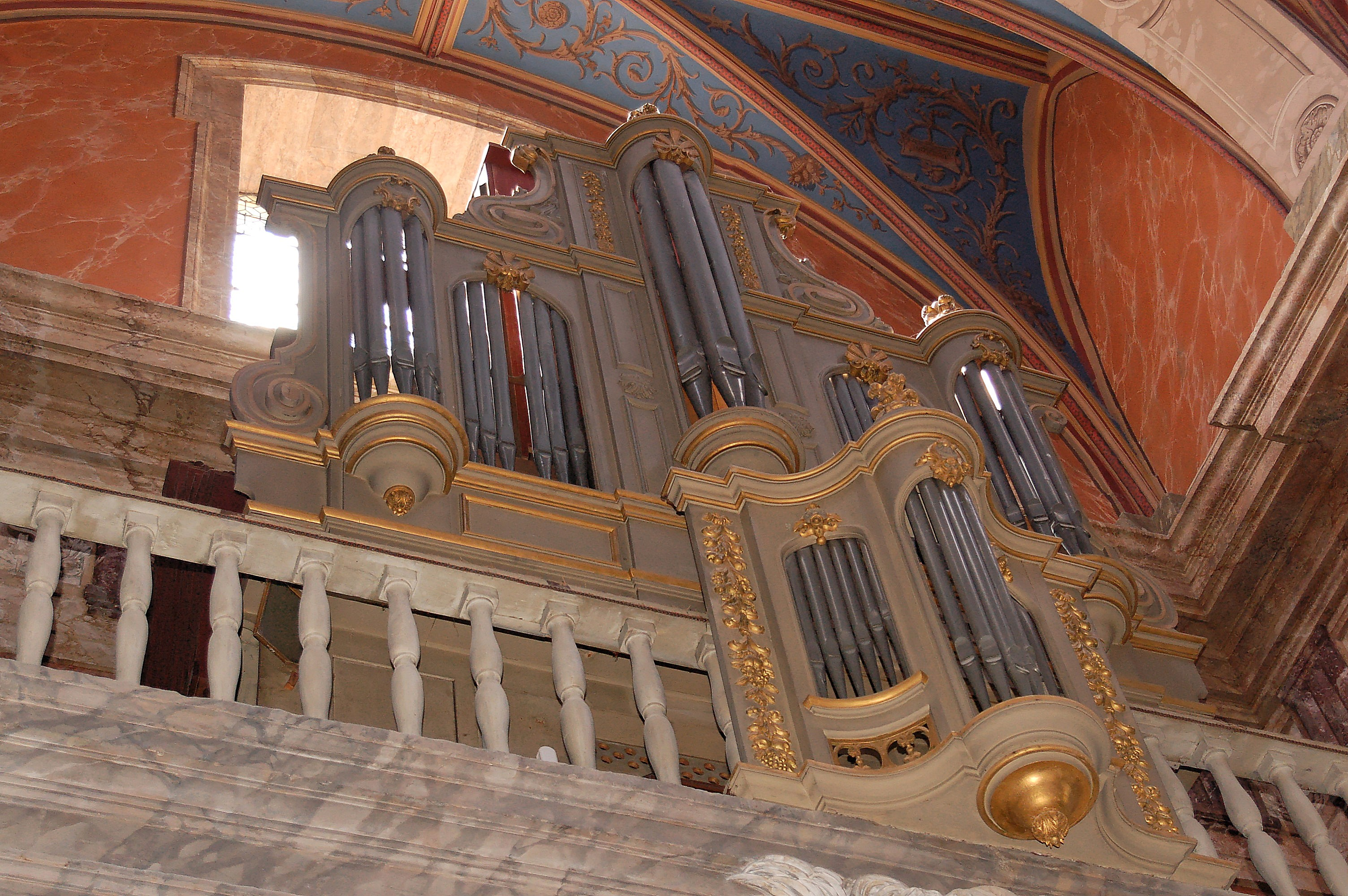
Buffet d'orgues avec le détail des tuyaux ; décoration en stuc
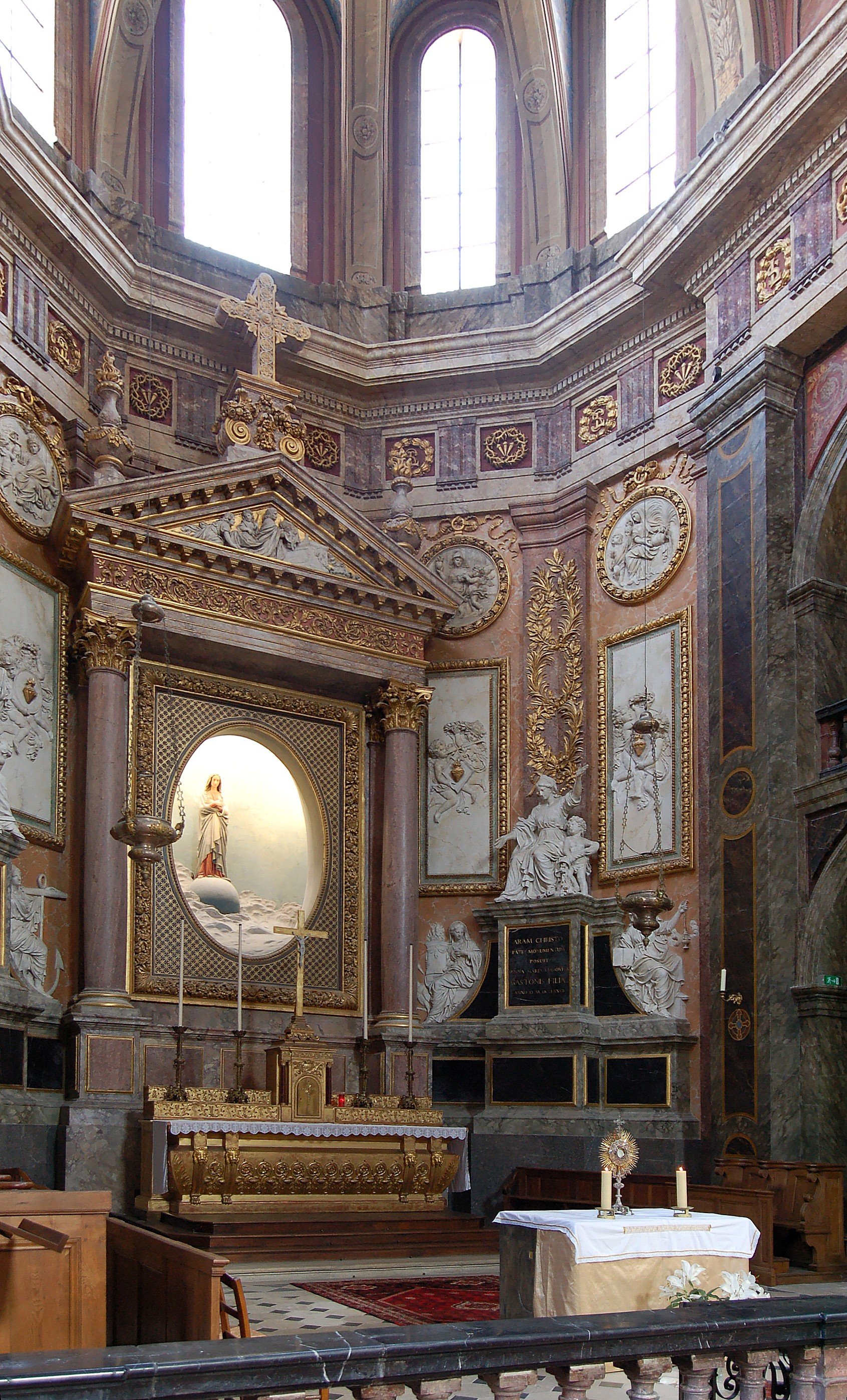
Chœur de style baroque, ostensoir pour l'adoration du Saint-Sacrement sur l'Autel ; stuc imitant le marbre
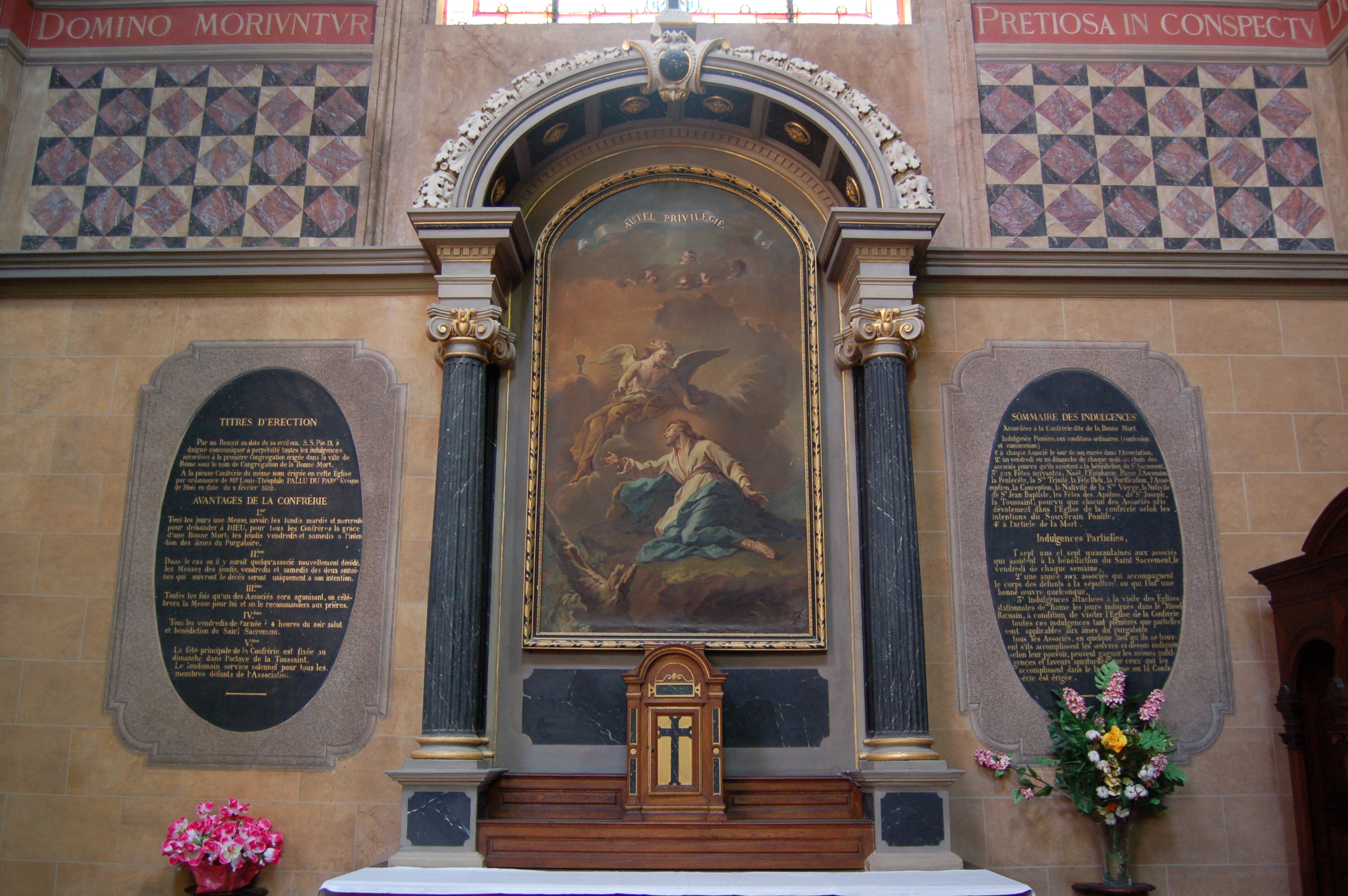
Confrérie de la Bonne Mort avec ses règlements et indulgences ; autel privilégié
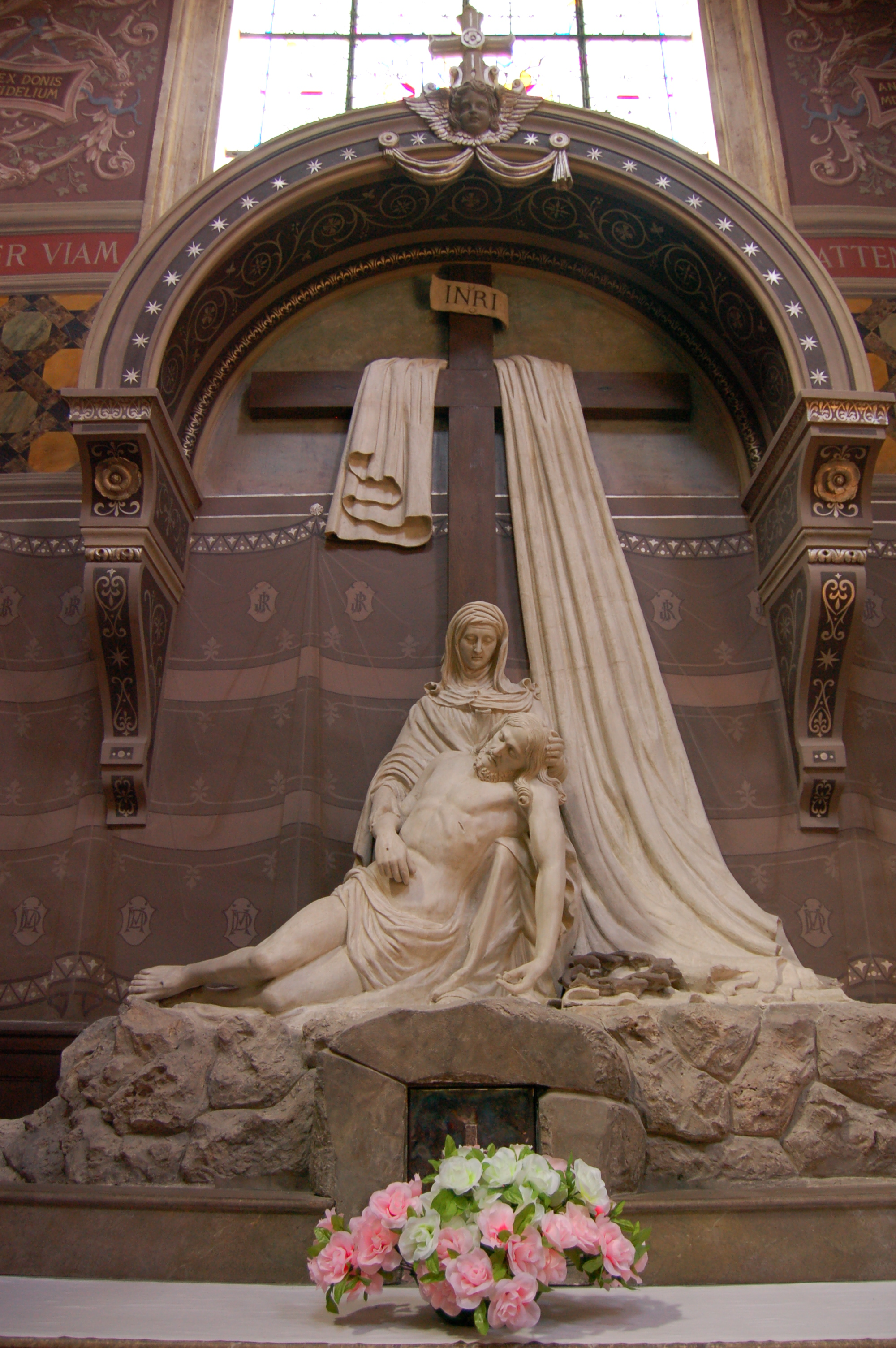
Statue de la Sainte Vierge en Pietà
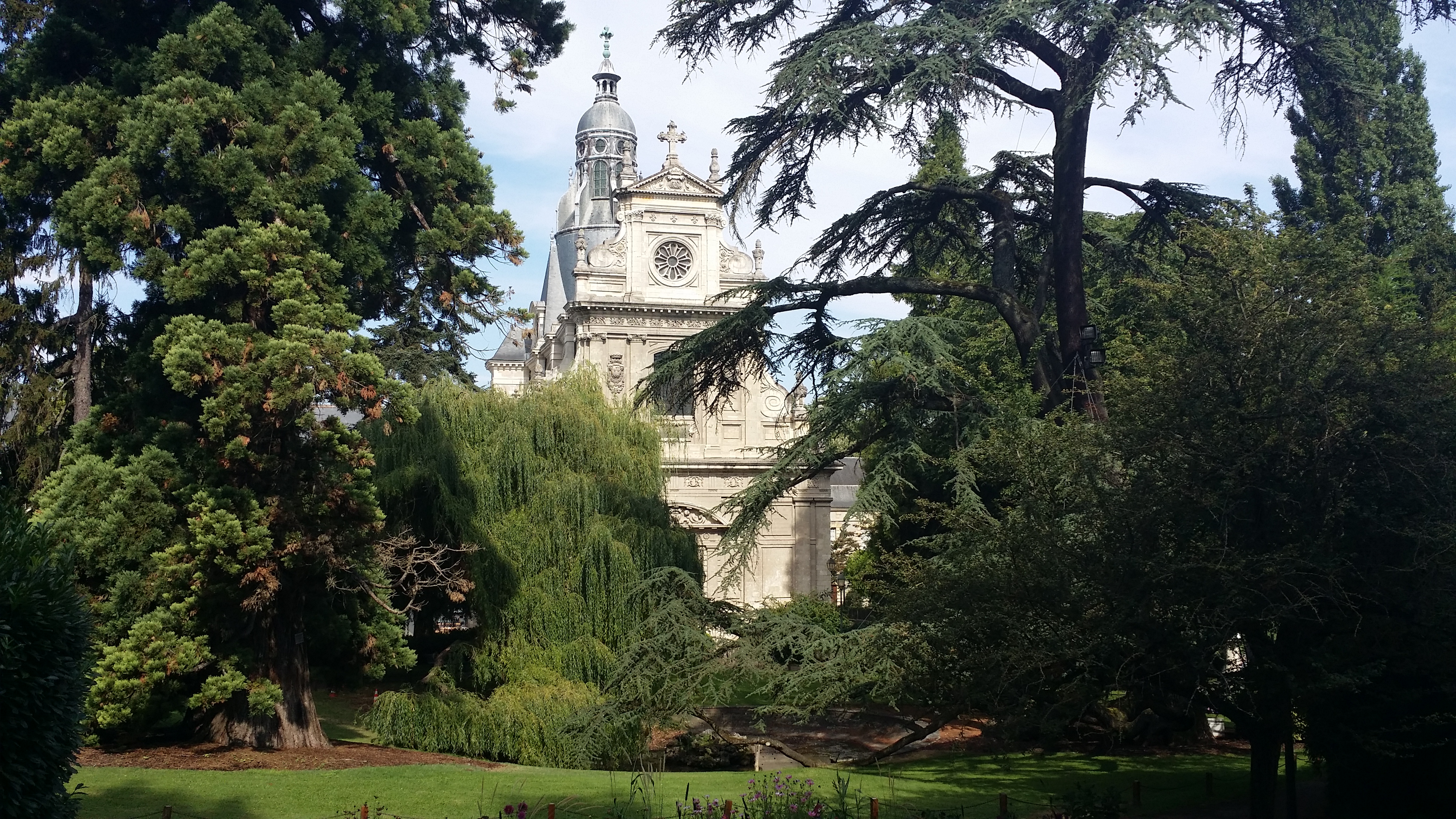
Église Saint-Vincent-de-Paul vue au pied du Château de Blois.
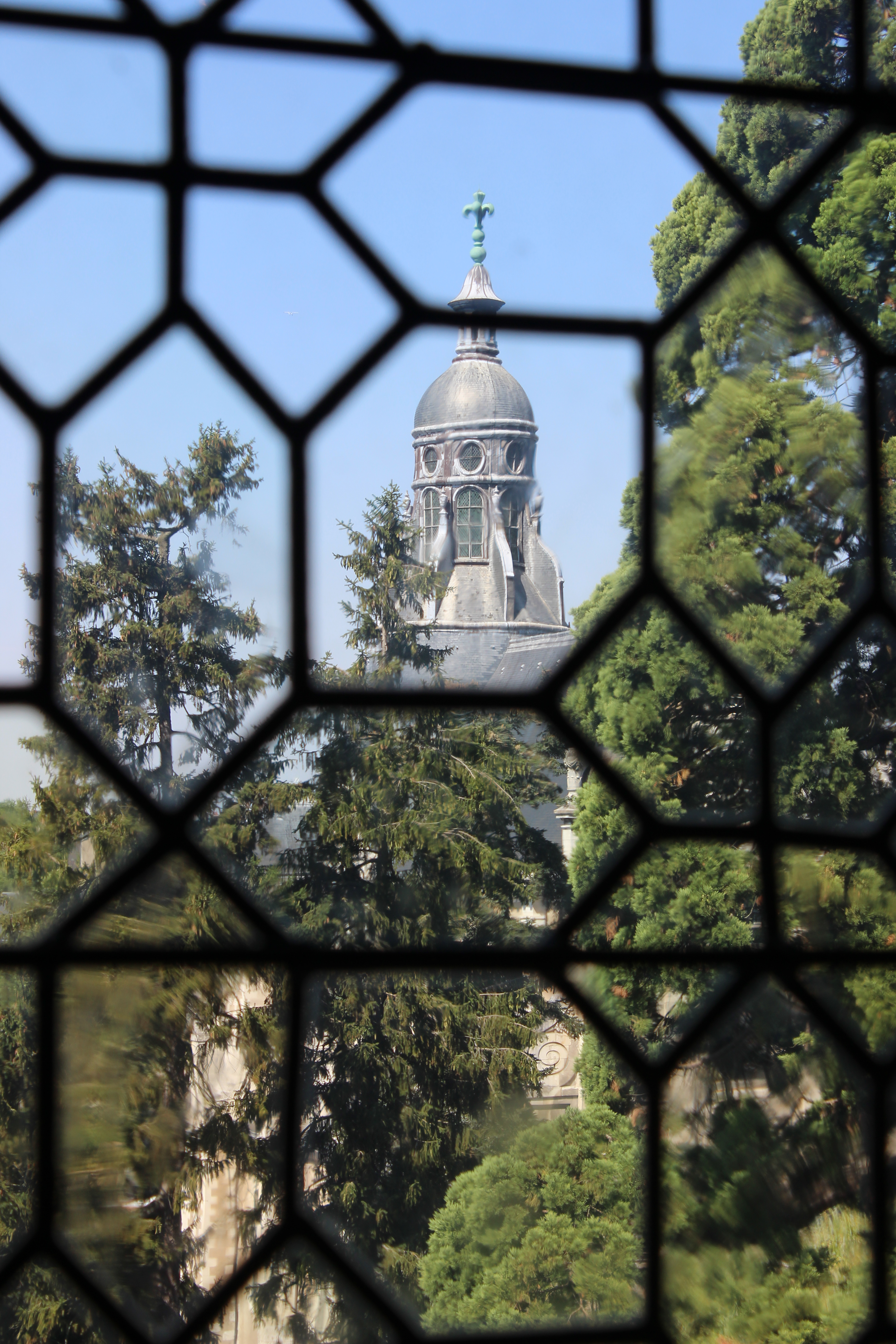
Église Saint-Vincent-de-Paul vue de l'intérieur du Château de Blois